# Dawid Mazur

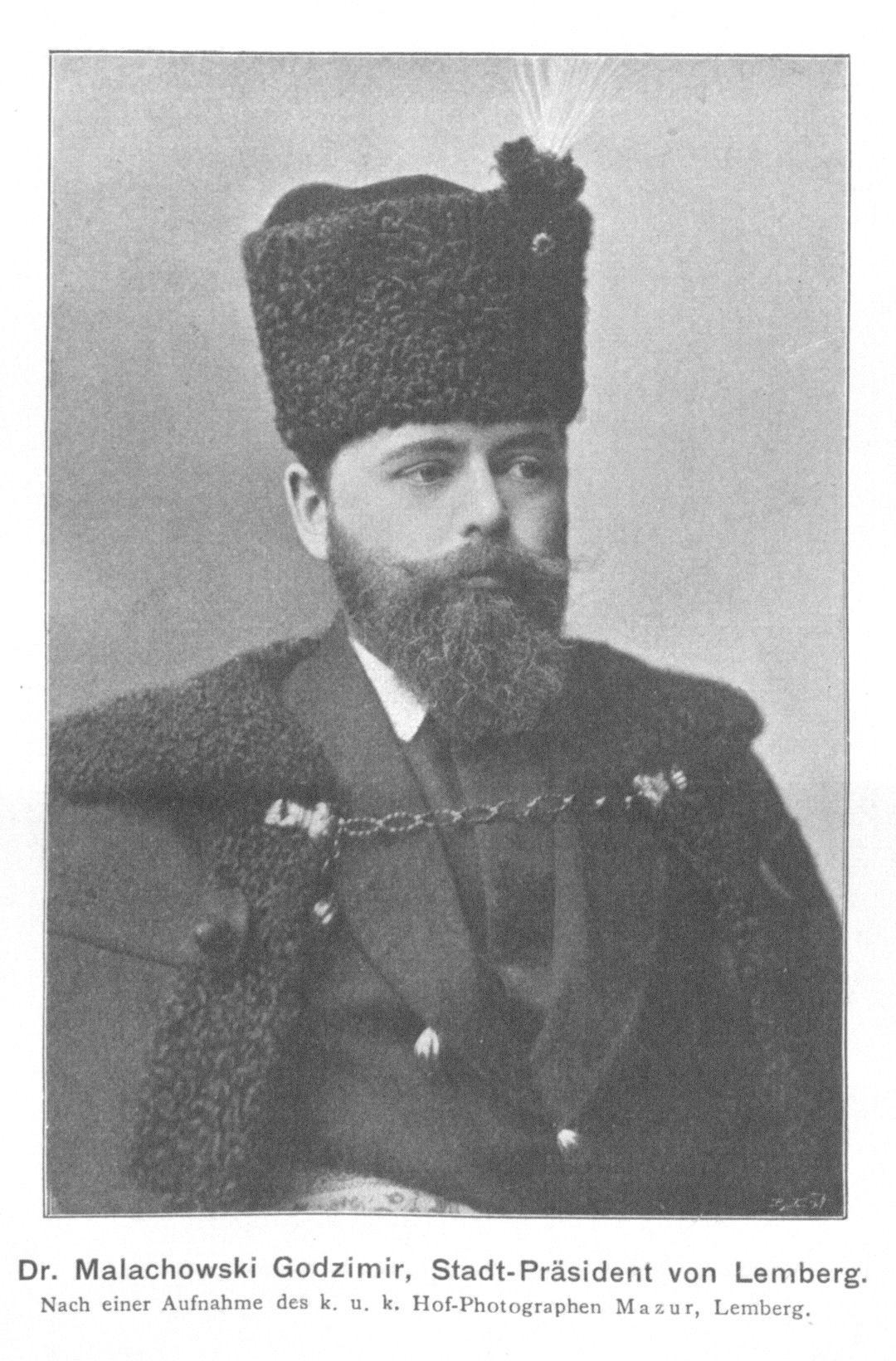
Godzimir Malachowski na fotografii Dawida Mazura, 1902

Dawid Mazur (zemřel v únoru 1916 ve Vídni) byl ukrajinsko-polský fotograf působící ve Lvově a Vídni.

## Životopis
V letech 1882 až 1887 vedl spolu s Karolem Roszkiewiczem fotoobchod v pavilonu ve dvoře budovy na Mariackém náměstí 3 ve Lvově. Od roku 1887 působil sám na adrese Panska 5. V roce 1899 koupil Richterovu vilu v ulici Piekarska 11 a její rekonstrukci zadal architektu Karolu Boublikovi, který objekt upravil pro potřeby ateliéru. V tomto místě fungoval v letech 1906–1911, poté majetek prodal Mazur tiskaři Kazimierzi Jakubowskému (ten pak vilu zboural). Mazura se přestěhoval na Halické náměstí 12, kde fungoval do roku 1914. Poté se přestěhoval do Vídně, kde převzal Schöferův obchod s fotografiemi na adrese Kohlmarkt 10.

## Galerie

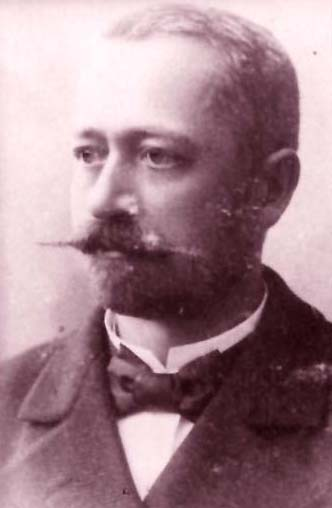
Adolf Godfrejow
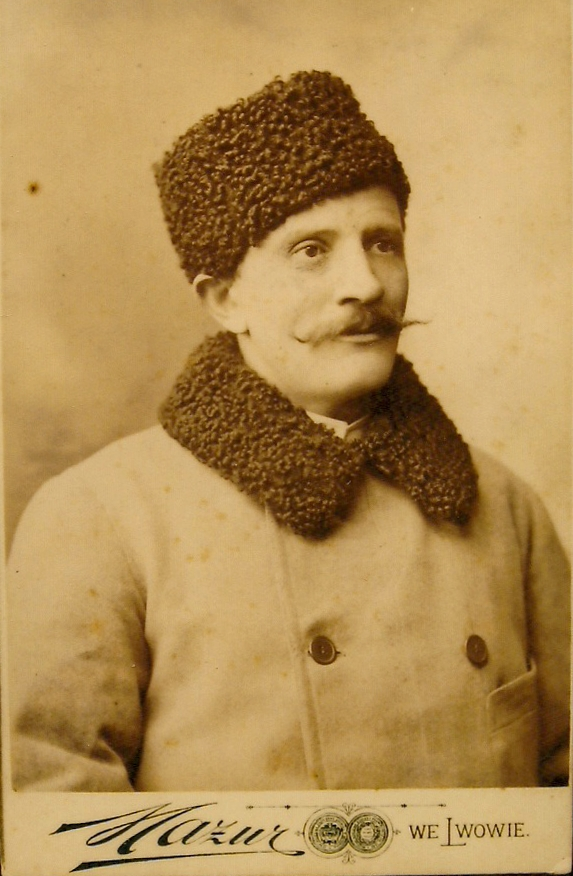
Edward Webersfeld
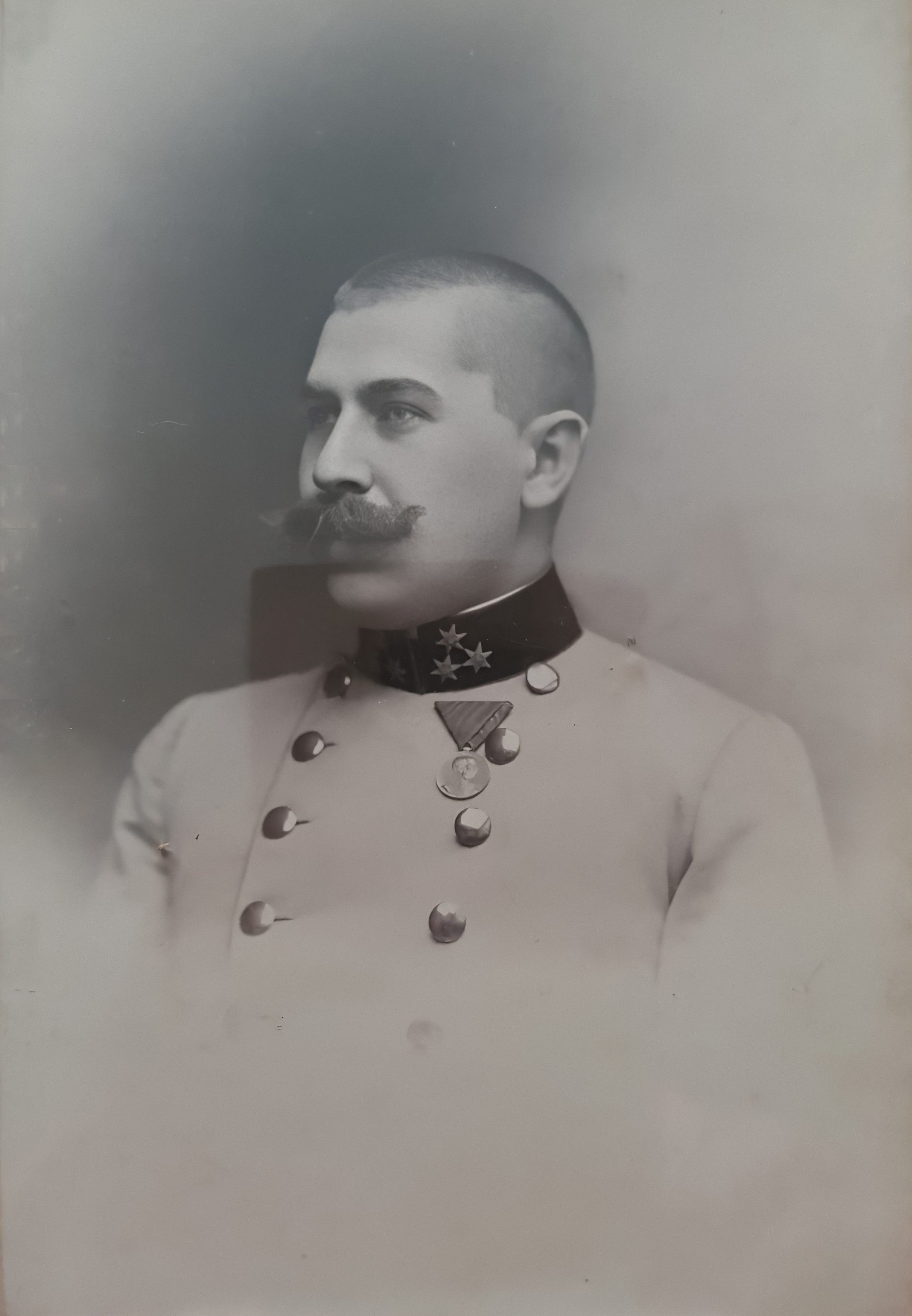
Ignacy Zieliński, 1900
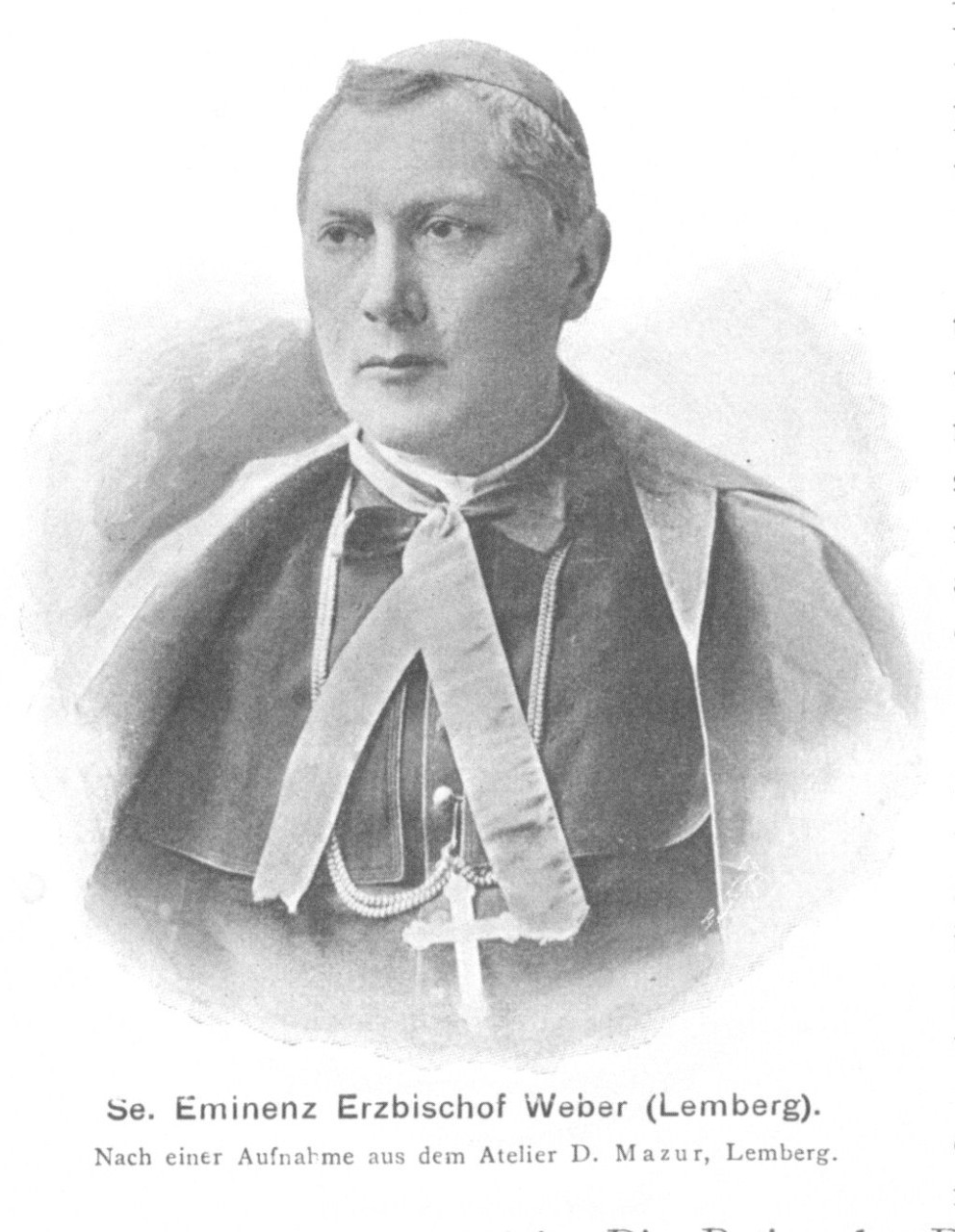
Joseph Weber, 1902
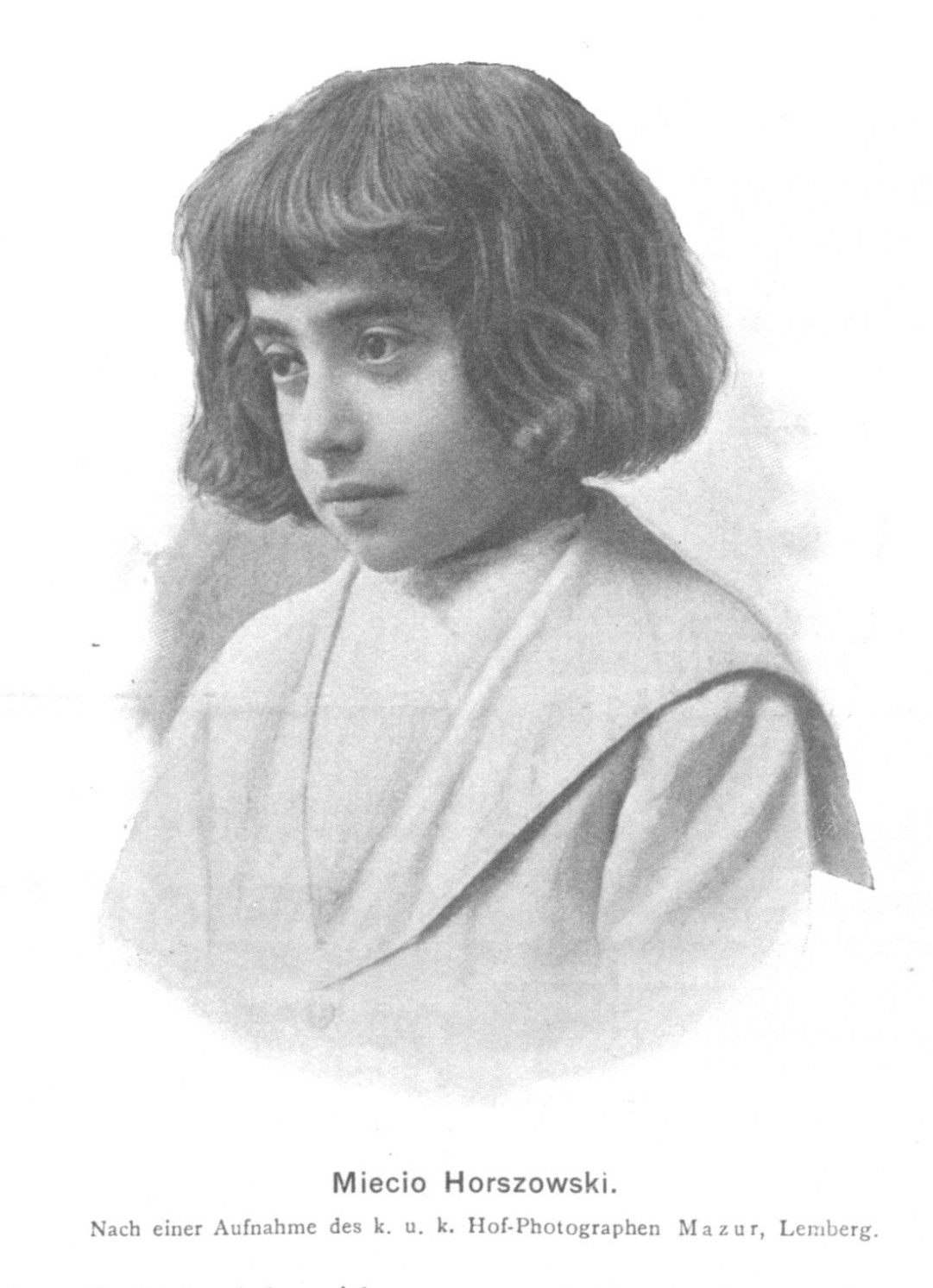
Miecio Horszowski, 1902